# Igor Dobrovolskij
Igor Ivanovitj Dobrovolskij, (ryska: Игоръ Иванович Добровольский; ukrainska: Ігор Іванович Добровольсьҝий Ihor Ivanovytj Dobrovolskyj), född den 27 augusti 1967 i Markovo, Ukrainska SSR, Sovjetunionen, är en rysk (och tidigare sovjetisk) före detta fotbollsspelare som med det Sovjetiska landslaget tog OS-guld vid de olympiska sommarspelen 1988 i Seoul.
Dobrovolskij gjorde det enda målet för OSS under EM 1992 i Sverige.

### Webbkällor
- Denna artikel är helt eller delvis översatt från motsvarande artikel på engelska wikipedia.
- Sports-reference.com (engelska)